# 36. století př. n. l.
37. století př. n. l. – 36. století př. n. l. – 35. století př. n. l.

## Události
- Civilizace Sumeru (?)
- Chrámový komplex Ġgantija, Malta

## Vynálezy, objevy
- První známé užití cínu